# Віктор Угарте
Віктор Агустін Угарте Ов'єдо (ісп. Víctor Agustín Ugarte Oviedo, 5 травня 1926, Тупіца — 20 березня 1995, Ла-Пас) — болівійський футболіст, що грав на позиції нападника, зокрема, за клуби «Болівар» та «Онсе Кальдас», а також національну збірну Болівії.
У складі збірної — переможець чемпіонату Південної Америки. 

## Клубна кар'єра
У футболі дебютував 1947 року виступами за команду «Болівар», в якій провів одинадцять сезонів. 
Згодом з 1958 по 1960 рік грав у складі команд «Сан-Лоренсо» та «Болівар».
Своєю грою за останню команду привернув увагу представників тренерського штабу клубу «Онсе Кальдас», до складу якого приєднався 1961 року. Відіграв за команду з Манісалеса наступний сезон своєї ігрової кар'єри. Більшість часу, проведеного у складі «Онсе Кальдас», був основним гравцем атакувальної ланки команди. У складі «Онсе Кальдас» був одним з головних бомбардирів команди.
1963 року повернувся до клубу «Болівар», за який відіграв 3 сезони. Завершив професійну кар'єру футболіста у 1966 році.

## Виступи за збірну
1947 року дебютував в офіційних матчах у складі національної збірної Болівії. Протягом кар'єри у національній команді, яка тривала 17 років, провів у її формі 45 матчів, забивши 16 голів. У списку кращих бомбардирів збірної Болівії всіх часів слідом за Хоакіном Ботеро і Марсело Морено займає третє місце.
У складі збірної був учасником п'ятьох чемпіонатів Південної Америки: 1947 року в Еквадорі, 1949 року у Бразилії, 1953 року у Перу, 1959 року у Аргентині, 1963 року у Болівії, здобувши того року титул континентального чемпіона.
У складі збірної був учасником чемпіонату світу 1950 року у Бразилії, де зіграв в розгромно програному матчі з Уругваєм (0-8).
Помер 20 березня 1995 року на 69-му році життя у місті Ла-Пас внаслідок виникаючого респіраторного серцевого нападу через проблеми з жовчю.

## Титули і досягнення
- Переможець чемпіонату Південної Америки (1): 1963